# Mburumba Kerina
Mburumba Kerina, geboren als William Eric Getzen (* 6. Juni 1932 in Tsumeb, Südwestafrika; † 14. Juni 2021 in Windhoek), war ein namibischer Politiker, Parteiengründer und Erfinder des Namens seines Heimatlandes sowie Professor und Autor.
Kerina war Gründungsmitglied der politischen Parteien SWAPO, NUDO und FCN sowie RLF. Er war 1989 Mitglied der Verfassunggebenden Versammlung Namibias und danach Abgeordneter in der Nationalversammlung und dem Nationalrat, d. h. beider Kammern des Parlaments Namibias.

## Kindheit und Bildung
Kerina stammte von den Ovambo und Herero ab. Er war Urenkel des Entdeckers, Großwildjägers und Händlers Frederick Thomas Green, von dem sein Nachname Kerina stammt (Otjiherero für green; deutsch grün). Seinen Namen änderte Kerina, nachdem er erfuhr, wie er zu seinem Geburtsnamen, durch Missionare, kam.
Kerina wuchs in Walvis Bay auf und ging in Windhoek auf eine christliche Schule. Hier machte er Bekanntschaft mit Pastor Michael Scott, der ihm später ein Studium in den Vereinigten Staaten ermöglichte. Ab 1953 studierte Kerina an der Lincoln University in Pennsylvania. Er erhielt 1957 den Abschluss Bachelor of Arts, ehe er zwischen 1960 und 1962 einen Ph. D. in Padjadjaran University im indonesischen Bandung machte.

### Namensfindung: Namibia
Während seines Aufenthalts in Indonesien kam es zu einem Treffen mit Präsident Sukarno, der ihn angeblich dazu aufforderte, einen besseren Namen für sein nach Unabhängigkeit strebendes Heimatland zu suchen. Kerina schrieb daraufhin einen Kommentar in einer indonesischen Zeitung, in dem es um die Bestrebungen eines Landes der Namib gehe. Kerina gilt als Erfinder der Republik Namib, deren Einwohner er Namibians (deutsch Namibier) nannte.

## Politische Laufbahn
Kerina setzte sich ab 1956 für die Unabhängigkeit des damaligen Südwestafrika ein. Er war einer der ersten, neben u. a. Hosea Kutako und Sam Nujoma, die diesen Wunsch den Vereinten Nationen überbrachten.
Nach den Aufständen in der Old Location Ende 1959 gründeten sich mit der South West Africa National Union (SWANU) und der Ovamboland People’s Organization (OPO) zwei politische Parteien. Die blutige Niederschlagung des Aufstandes führte zur Entscheidung, den Unabhängigkeitskampf gewaltsam, mit Gründung der People’s Liberation Army of Namibia fortzusetzen. Wenig später verständigten sich SWANU und OPO auf einen Zusammenschluss zur SWAPO.
Kerina, der zum gemäßigten Zweig der SWAPO gehörte, überwarf sich mit seiner Partei. Er lehnte Gewalt strikt ab. 1962 schloss ihn die Partei aus. Zwei Jahre später wurde Kerina die Einreise nach Südwestafrika verweigert, sodass er nach Botswana ins Exil ging. 1965 gründete er gemeinsam mit Clemens Kapuuo und Hosea Kutako die NUDO, als politische Vertretung vor allem der Herero. Nur ein Jahr später verließ er die NUDO und gründete mit der South West Africa National United Front (SWANUF) erneut eine Partei, die Ende der 1970er Jahre aufgelöst wurde.
Kerina nahm nicht aktiv am namibischen Befreiungskampf teil und lehnte auch eine Mitgliedschaft in der Turnhallenkonferenz ab. Ebenso kritisierte er die Anerkennung der SWAPO durch die UNO-Generalversammlung als einzig legitime Vertretung der Namibier.
1977, ein Jahr nach seiner Rückkehr aus den USA schrieb Kerina:

„The Constitutional Conference [...] has created a tranquil atmosphere in which all the people of Namibia are re-examining [...] institutions of the Territory at a round-table conference of equals dedicated to mutual coexistence and survival. This historic development is in conformity with major resolutions of the United Nations, the Advisory Opinions of the International Court of Justice, and the Lusaka Manifesto“

Nach der Turnhallenkonferenz gründete Kerina weitere Parteien, darunter 1978 die Namibia Patriotic Coalition (NPC) und deren Nachfolger Namibia National Democratic Coalition (NNDC) 1982. 1988 war er, gemeinsam mit Johannes Diergaardt, Gründungsmitglied der Federal Convention of Namibia (FCN).
Bei der Parlamentswahl in Namibia 1989 gewann die FCN einen Parlamentssitz, der nach Verzicht von Diergaardt durch Kerina eingenommen wurde. Ein Jahr später trat er zurück und kehrte erst 1998 auf die politische Bühne, als Regionalratsabgeordneter des Wahlkreises Aminuis, zurück. Er nahm das Amt als Mitglied der Demokratischen Turnhallenallianz (DTA) wahr. 2003 verließ er die DTA und wurde erneut NUDO-Mitglied, von der er nur zwei Jahre später wieder ausgeschlossen wurde. 2009 schloss sich Kerina der SWAPO an und kehrte damit eigener Aussage nach zu seinen politischen Wurzeln zurück.
Auch im hohen Alter zeigt sich Kerina gegenüber seiner Partei kritisch.

## Weitere Karriere und Persönliches
Kerina war Lehrbeauftragter und später Professor an zahlreichen Hochschulen in den USA. Er war mit Evelhardine Kapuuo-Kerina verheiratet, ehe er am 5. Mai 2017 Naomi Kikii Zauana heiratete. Seine zweite Frau starb nur einen Monat später im Alter von 54 Jahren.
2019 wurde eine Straße in Windhoek nach Kerina benannt.
Kerina starb im Juni 2021 in Folge einer COVID-19-Erkrankung.